# Francesco Carlini
Francesco Carlini, född 7 januari 1783 i Milano, död 29 augusti 1862 i Crodo, var en italiensk astronom.
Carlini  tilldelades Lalandepriset av Franska vetenskapsakademien 1828. Han blev direktör för observatoriet i Milano 1832. Carlini beräknade och utgav tabeller över solens rörelse och var verksam även som geodet. Han beräknade 1824 jordens täthet.